# El acompañante
El acompañante é um filme de drama cubano de 2015 dirigido e escrito por Pavel Giroud. Foi selecionado como representante de seu país ao Oscar de melhor filme estrangeiro em 2017.

## Elenco
- Camila Arteche - Lisandra
- Armando Miguel Gómez
- Broselianda Hernández - La Madre
- Yotuel Romero
- Jazz Vilá - Boris